# Meldola
Meldola is een gemeente in de Italiaanse provincie Forlì-Cesena (regio Emilia-Romagna) en telt 9686 inwoners (31-12-2004). De oppervlakte bedraagt 78,9 km², de bevolkingsdichtheid is 120 inwoners per km².
De volgende frazioni maken deel uit van de gemeente: S.Colombano, Ricò-Gualdo, Teodorano, Piandispino-Valdinoce, Vitignano.

## Geboren in Meldola
- Alberto Zaccheroni (1953), voetbalcoach
- Gian Luca Zattini (1955), arts en politicus

## Demografie
Meldola telt ongeveer 3934 huishoudens. Het aantal inwoners steeg in de periode 1991-2001 met 3,5% volgens cijfers uit de tienjaarlijkse volkstellingen van ISTAT.
| Jaar | Inwoneraantal |
| ---- | ------------- |
| 1991 | 9057          |
| 2001 | 9377          |

## Geografie
De gemeente ligt op ongeveer 58 m boven zeeniveau.
Meldola grenst aan de volgende gemeenten: Bertinoro, Cesena, Civitella di Romagna, Forlì, Predappio.